# Lipinia occidentalis
Lipinia occidentalis — вид сцинкоподібних ящірок родини сцинкових (Scincidae). Ендемік Індонезії.

## Поширення і екологія
Lipinia occidentalis мешкають на південному узбережжі затоки Чендравасіх на півночі Нової Гвінеї, зокрема на півострові Вандаммен. Вони живуть у вологих тропічних лісах, на висоті до 1000 м над рівнем моря.